# Aerenea tuberculata
Aerenea tuberculata är en skalbaggsart som beskrevs av Monné 1980. Aerenea tuberculata ingår i släktet Aerenea och familjen långhorningar. Inga underarter finns listade i Catalogue of Life.